# مداره
مداره (به صربی: Medare) یک منطقهٔ مسکونی در صربستان است که در سینیتسا واقع شده‌است. مداره ۳۸۴ نفر جمعیت دارد.